# 李春城
李春城（1956年4月—），男，辽宁海城人，中华人民共和国政治人物。哈尔滨工业大学电气工程系研究生毕业，工学硕士，助理研究员。曾任中共四川省委副书记、成都市委书记等职务。中共十六大、十七大代表，第十六届、十八届中央委员会候补委员。2012年12月，因涉嫌违纪被中纪委调查，成为中共十八大后首位被调查的省部级官员和中国共产党中央委员会成员。

## 生平

### 早年及黑龙江省
1973年4月，李春城参加工作，为黑龙江省双城县农丰公社保胜大队知青。1975年入哈尔滨工业大学电机工程系学习。1978年2月加入中国共产党。1983年自该系研究生毕业。毕业后留校任德育教研室教师。后任该校组织部副部长。1987年9月后历任哈尔滨团市委副书记，太平区委副书记、区长等职。1997年11月至1998年12月间任哈尔滨市人民政府副市长。

### 四川省
1998年12月，李春城调至四川省工作，任成都市人民政府副市长，后短暂担任中共泸州市委书记。2001年2月，其出任中共成都市委副书记、成都市人民政府市长，开始了其主政成都的生涯。2002年11月，其当选为第十六届中共中央候补委员。2003年6月，任中共四川省委常委、成都市委书记，成为成都市党政最高负责人，并在不久后兼任市人大常委会主任。2007年4月，其当选连任中共成都市委书记。
李春城主政成都10年余间，由于主张并启动大规模拆迁而被冠以“李拆城”的称号。2001年，其就任成都市市长后便开始着手改造市内最大的低洼棚户区——莲花社区，而旧城改造也形成了李春城运营城市的思路。据统计，至2004年底，成都提前7个月完成了3年改造任务完成危改项目211个，实现投资150多亿元人民币，累计拆除各类危旧房屋483.9万平方米，其工作进展迅速。但2008年5月发生的汶川地震使成都的发展一度受到重挫。为此，李春城再次启动旧城、危房改造，将地震形成的危房除患，同时助力经济恢复及发展。2009年6月，成都市宣布投资约150亿元，计划在三年内完成770万平方米危旧房改造任务，拆迁户数达9.7万户。
2011年9月，李春城升任中共四川省委副书记，当年11月不再兼任中共成都市委书记职务。

### 落马
2012年12月，因涉嫌违纪被中纪委调查。有分析称，李春城严重违纪与成都大规模的房地产开发有关，尤其是与当年早些时候查处的成都工投集团董事长戴晓明案有关。李春城也是中共十八大后首位被查处的省部级官员，由中共中央总书记习近平主导的大型反腐运动自此拉开序幕。
2014年4月，中共中央决定给予李春城开除党籍、开除公职处分，收缴其违纪所得，将其涉嫌犯罪问题及涉案款物移送司法机关依法处理。官方通报指出，李春城利用职务上的便利为他人谋取利益，收受巨额贿赂；利用职务上的便利为他人谋取利益，其妻、女收受他人所送巨额财物；利用职务上的便利为其弟经营活动谋取利益；滥用职权进行封建迷信活动，造成国家财政资金巨额损失；腐化堕落。同月，最高人民检察院宣布对李春城涉嫌受贿罪立案侦查并采取强制措施。
2015年2月，李春城涉嫌受贿、滥用职权一案被最高人民检察院审查终结后交由湖北省咸宁市人民检察院审查起诉。3月，咸宁市人民检察院就该案向该市中级人民法院提起公诉。4月，咸宁市中级人民法院开庭审理了李春城案。法院经审理查明，1999年至2012年，李春城利用其担任成都市副市长、泸州市委书记、成都市市长、中共成都市委书记及四川省委副书记等职务便利为他人牟利，直接或者通过其妻等人非法收受财物共计折合3979万余元。2001年9月至2011年7月，李春城在担任成都市市长、中共成都市委书记期间，违规为特定关系人在经营活动中提供帮助，造成公共财产损失5亿7282万余元。李春城还违规使用财政资金造成公共财产损失300万元。依法应以受贿罪、滥用职权罪对李春城追究刑事责任。审理中，李春城未对犯罪事实提出异议，并当庭表示认罪、悔罪。
2015年10月，咸宁市中级人民法院对李春城受贿、滥用职权案作出宣判，对其两罪并罚，决定执行有期徒刑13年，并处没收个人财产100万元，受贿所得财物予以追缴，上缴国库。法院认为李春城对受贿犯罪具有如实供述罪行、重大立功、悔罪及积极退赃等情节；对于滥用职权犯罪具有自首、重大立功及悔罪情节，遂依法予以减轻处罚。李春城当庭表示服从法院判决，不上诉。此外，据令计划案的判决书显示，其曾向令计划妻子谷丽萍行贿折合人民币89万余元的欧元。
2016年10月17日，李春城出现在反腐题材系列电视专题片《永远在路上》第一集《人心向背》中。

## 家庭
妻子曲松枝，曾任成都市红十字会党组书记、常务副会长；两人育有一女，名为李金诺。据中纪委的通报，李春城之妻、女收受他人所送巨额财物。
弟弟李春明。